# Loin d'eux
Loin d'eux est le premier roman de Laurent Mauvignier publié en mars 1999 aux éditions de Minuit et ayant reçu le prix Fénéon l'année suivante.

## Réception critique
Lors de sa parution le roman est particulièrement remarqué pour l'adoption du « monologue intérieur [ayant rarement] à ce point trouvé sa légitimité littéraire ».

## Adaptations théâtrales
Le roman est mis en scène et interprété par Rodolphe Dana (et David Clavel) à La Ferme du Buisson en 2010 et au théâtre de la Bastille à Paris en 2011. L'actrice Marianne Basler en donnera également des lectures au théâtre des Amandiers à Nanterre.

## Éditions
- Éditions de Minuit, 1999  (ISBN 9782707316714)[4].
- Collection « Double » no 20, éditions de Minuit, 2002  (ISBN 9782707318015).